# Luzerne-Blattschneiderbiene
Die Luzerne-Blattschneiderbiene (Megachile rotundata) ist eine Art aus der Gattung Megachile (Blattschneider- und Mörtelbienen) aus der Ordnung der Hautflügler. Sie ist die weltweit am intensivsten wirtschaftlich genutzte Solitärbiene.

## Merkmale
Die Weibchen der Luzerne-Blattschneiderbiene erreichen 8 bis 10 mm, die Männchen 6 bis 8 mm Körperlänge. Die Geschlechter sind unterschiedlich gefärbt. Die Körperfarbe des Weibchens ist schwarz, wird aber durch unterschiedlich starke Behaarung auf verschiedenen Körperteilen überdeckt. An den Enden der Rückenplatten des Hinterleibs befinden sich gelbe Haarbinden. Der Hinterleib ist abgeflacht und zum Körperende zugespitzt. Als Bauchsammler besitzt die Luzerne-Blattschneiderbiene auf der Bauchseite mehrere parallele Reihen weißer Borstenhaare, die als Sammelbürste zum Aufnehmen des Pollens dienen.
Während Kopf und Brust bei den Weibchen wenig behaart sind, lässt die stärkere Behaarung die Männchen grauschwarz erscheinen. An Stirn und Kopfschild der Männchen befinden sich dichte gelbbraune Haare. Die vorderen Bauchplatten des Hinterleibs besitzen weiße Fransensäume. Das stumpfe Körperende trägt zwei helle Haarpunkte.
Die Facettenaugen der weiblichen Tiere sind schwarz, die der männlichen grün.

## Verbreitung
Das ursprüngliche Verbreitungsgebiet erstreckt sich von Nordafrika über den Mittelmeerraum bis nach Südfinnland und nach Mittelasien. In Mitteleuropa tritt die Luzerne-Blattschneiderbiene inselartig auf, dabei bevorzugt sie trockenwarme Standorte, wie südgerichtete Trockenhänge und Sandflächen.
Auf nicht bekanntem Weg kam die Luzerne-Blattschneiderbiene in der Mitte der 1930er Jahre nach Nordamerika, wo sie erstmals 1937 in Virginia nachgewiesen wurden. Sie breitete sich kontinuierlich nach Westen aus und erreichte 1954 Kalifornien und 1958 Oregon. Dabei wurde sie in einigen Regionen, insbesondere im Nordwesten der USA, wo auf einem relativ hohen Anteil der landwirtschaftlichen Nutzfläche Luzerne-Saatgut produziert wurde, die dominierende Blattschneiderbienenart.

## Lebensweise
Die Luzerne-Blattschneiderbiene lebt wie die anderen Blattschneiderbienenarten solitär. Die Flugzeit der Weibchen beginnt in Mitteleuropa selten vor Ende Mai und endet meist im August. Nach dem Schlüpfen der ausgewachsenen Tiere erfolgt zunächst die Paarung, bevor mit der Nisttätigkeit begonnen wird. Als Nistplatz nutzt die Luzerne-Blattschneiderbiene hohle Pflanzenstängel, Schilfrohrdächer und Fraß- bzw. Bohrgänge im Holz, seltener Lehmwände oder den Erdboden. In die Niströhren werden ovale Ausschnitte geeigneter Laubblätter eingetragen, wie etwa der Luzerne, seltener von Rosen oder Sonnenblumen. Daraus baut das Weibchen fingerhutartige Zellen, die zu etwa zwei Dritteln mit einem teigartigen Gemisch aus Pollen und Nektar gefüllt werden. Das restliche Drittel wird allein mit Nektar gefüllt, auf den das Ei abgelegt wird. Danach wird die Zelle mit mehreren kreisrunden Blattausschnitten verschlossen. In einer Niströhre werden hintereinander mehrere Brutzellen angelegt. Mit einem Pfropfen aus Blättern wird die Röhre verschlossen.
Aus dem Ei entwickelt sich nach zwei bis vier Tagen die Larve, die sich vom eingetragenen Pollen-Nektar-Gemisch ernährt. Sie häutet sich innerhalb von zehn Tagen viermal. Der Enddarm bleibt bis zum Alter von etwa drei Wochen verschlossen, wodurch eine Verunreinigung der Nahrung vermieden wird. Erst dann legt die Larve einen Ring von Exkrementkügelchen an der Innenseite des Zelldeckels ab. Danach spinnt sie sich in einen seidig glänzenden Kokon ein, in dem sie als voll ausgewachsene Ruhelarve oder Präpuppe überwintert. Erst im folgenden Frühjahr entwickelt sie sich zur Puppe und danach zur voll ausgewachsenen Biene.

## Wirtschaftliche Bedeutung
In den 1950er Jahren kam es in den USA und Kanada zu einem deutlichen Rückgang der Erträge in der Luzernesaatgutproduktion. Die Dezimierung der nordamerikanischen Bienenfauna wurde als Hauptursache dafür angesehen. Es wurden Untersuchungen an verschiedenen Luzerne bestäubenden Insekten durchgeführt, um darunter für eine mögliche kontrollierte Aufzucht geeignete Arten zu finden. Nachdem erste Versuche mit einer 1958 zufällig gefundenen größeren Population der Luzerne-Blattschneiderbiene erfolgreich angelaufen waren, wurde gezielt nach geeigneten Haltungsmöglichkeiten gesucht. Bis 1970 wurden in den Gebieten mit Luzernesaatgutproduktion der USA und dem südlichen Kanada Bienen angesiedelt, die durch bereitgestellte Niströhren von den Farmern meist selbst gefangen wurden. Dabei kam es zu Problemen durch Parasitenbefall, infolgedessen Haltung und Einsatz der Bienen vor allem durch Spezialisten vorgenommen wurden. Einige Farmen stellten sich komplett auf die Vermehrung der Luzerne-Blattschneiderbiene um. Zwischen 1975 und 1985 wurden jährlich ungefähr 750 Millionen Brutzellen gehandelt, deren Stückpreis zu dieser Zeit bei 1,5 bis 2,5 Cent lag. Daneben entwickelte sich ein Markt mit Zubehör für Zucht und Haltung dieser Solitärbienen.
Die Erträge an Luzernesaatgut konnten mit Hilfe der Luzerne-Blattschneiderbiene deutlich gesteigert werden. So lag der Ertrag im Staat Washington ohne diese Art in den 1960er Jahren bei 100 bis 350 Kilogramm pro Hektar, während mit den Bienen Spitzenwerte von bis zu 2200 Kilogramm pro Hektar erzielt wurden. In Neuseeland, wo nur zwei von vierzig einheimischen Bienenarten Luzernebestäuber waren, stiegen die Erträge von 75 auf 300 bis 750 Kilogramm pro Hektar.

## Haltung
Durch Bereitstellung geeigneter Niströhren wird die Ansammlung der Bienen im Umfeld der zu bestäubenden Felder unterstützt. Neben Holzstücken mit Bohrungen von fünf bis sechs Millimeter Durchmesser und Papierröhren bewährten sich vor allem etwa ein Zentimeter starke Holzbretter mit auf beiden Seiten eingefrästen halbkreisförmigen Rillen, die durch Aufeinanderlegen zu beliebig großen Nistblöcken zusammengesetzt werden. Bei der kontrollierten Haltung werden die Brutzellen nach Ende des Bestäubungseinsatzes aus dem Nistmaterial entnommen, unfertige oder mit Parasiten befallene aussortiert und in verschließbaren Behältern kühl gelagert. In Bruträumen oder Inkubatoren wird der Schlupftermin durch Regulierung von Temperatur und Luftfeuchtigkeit genau gesteuert und der Luzerneblüte angepasst. Bei Schlupfbeginn werden die Bienen in den Brutbehältern aufs Feld gebracht.
Im Freiland wird mit Besatzstärken zwischen 5.000 und 50.000 Brutzellen pro Hektar gearbeitet. Bei Einsatz in Gewächshäusern sind deutlich weniger Tiere erforderlich und es kann auf die bei Hummeln und Honigbienen erforderliche Zusatzfütterung verzichtet werden. Stattdessen müssen geeignete Blattquellen für den Bau der Brutzellen zur Verfügung gestellt und Beleuchtungsstärken von mindestens 5.000 Lux gewährleistet werden. Durch die Möglichkeit, den Schlupftermin gezielt steuern zu können, steht die Luzerne-Blattschneiderbiene ganzjährig als Bestäuber zur Verfügung.

## Parasiten der Luzerne-Blattschneiderbiene
Durch die vom Menschen geförderte, annähernd weltweite Verbreitung der Luzerne-Blattschneiderbiene ist das Spektrum der Parasiten regional unterschiedlich. Zahlreiche Arten von Parasiten nutzten zuvor andere Wildbienenarten als Wirte. So waren 1961 im Nordwesten der USA keine natürlichen Feinde der Luzerne-Blattschneiderbiene bekannt, 1967 waren es 30 Arten. Bedeutende Brutparasiten sind in Nordamerika die Erzwespen Monodontomerus obscurus (Westwood), Tetrastichus megachilidis (Burks), Melittobia chalybii (Ashmead), Pteromalus venustus (Walker) und Dibrachys maculipennis (Szelenyi) sowie die Keulenwespe Sapyga pumila (Cresson). In Europa wird die Art vor allem von Buntkäfern der Gattung Trichodes, von Kegelbienen sowie von der Erzwespe Melittobia acasta (Walker) parasitiert. Verschiedene Schwarzkäfer und der Speckkäfer Trogoderma glabrum (Herbst) treten als Nahrungsräuber auf.